# Kortezubi
Kortezubi és un municipi de la província de Biscaia, País Basc, pertanyent a la comarca de Busturialdea-Urdaibai. En el seu terme municipal s'hi troba la Cova de Santimamiñe i el Bosc d'Oma.

## Topònim
El topònim deriva probablement de l'expressió korta zubi que significa en basc, pont de la quadra o pont de l'estable; o bé de korte zubi, pont de la cort. Sembla bastant clar que zubi és pont; però la primera part del nom, korte no és tan clara, podria tractar-se perfectament de la paraula korta, que significa quadre o estable i és molt comú en la toponímia basca; o bé de gorte, korte, relacionat amb la paraula cort. L'església de Santiago, que és el cor de la anteiglesia es troba a menys de 200 metres de l'antiga llera del riu Oka i a escassos 30 metres del rierol que marca el límit entre el terme municipal de Kortezubi i el de Gautegiz-Arteaga. No seria forassenyat pensar que algun d'aquests cursos d'aigua hagués estat segó per un pont que hagués acabat donant nom a la anteiglesia, pont que hagués estat al costat d'un estable; o que bé, per alguna raó que desconeixem, s'hagués denominat de la cort (tal vegada relacionat amb les Corts de Biscaia, que es reunien en la veïna vila de Gernica).